# Spenserbjergene
Spenserbjergene er en bjergkæde på den nordlige sydø af New Zealand. Den ligger i den sydlige ende af Nelson Lakes nationalpark nord for Lewis-passet og danner en naturlig grænse mellem Canterbury- og Tasman-regionerne.
Flere af Spenserbjergenes bjergtoppe er opkaldt efter karakterer i Edmund Spensers allegoriske digt, Fedronningen, og mange af de tidlige opdagelsesrejsende har givetvis været læsekyndige mænd. For eksempel navngav landmåleren Frederick Weld Tennyson-søen, advokaten William Travers selve bjergkæden og en af dens bjergtoppe, Fedronningen, efter digtet, og Julius von Haast Mount Una.
Fremtrædende bjergtoppe som Mount Una og Mount Humboldt er en del af Spenserbjergene, der udgør den nordlige grænse for gletsjerne i de sydlige alper.
En stor del af skovdækket er bøg/sydtaks med underskov af en række bregner og buske. Kronbregnen (Lomaria discolor) er en af de dominerende underskovsbregner i området.